# 2006 في كوريا الجنوبية
فيما يلي قوائم الأحداث التي وقعت خلال عام 2006 في كوريا الجنوبية.

## سياسة

### انتهاء فترة المنصب
- 30 يونيو – إي ميونغ باك Mayor of Seoul [الإنجليزية]‏.

## أفلام
من الأفلام التي صدرت هذه السنة في كوريا الجنوبية:
- 1 يناير – 200 باوند من الجمال من إخراج Kim Yong-hwa [الإنجليزية]‏.
- 1 يناير – حب المليونير الأول من إخراج Kim Tae-kyun (director) [الإنجليزية]‏.
- 21 مايو – المضيف من إخراج بونغ جون هو.

## برامج ومسلسلات وأنمي
- أيرون كيد

## وفيات

### مايو
- 22 مايو – لي جونغ-ووك (مواليد 1945)

### أكتوبر
- 22 أكتوبر – تشوي كيو ها (مواليد 1919) سياسي كوري جنوبي.